# Censura di Google
Per censura di Google si intende la rimozione o l'omissione di informazioni di Google dai suoi servizi o da quelle delle sue società controllate, come YouTube, al fine di conformarsi alle sue politiche aziendali, richieste legali o varie leggi di censura governativa. La censura di Google varia a seconda dei paesi e dei loro regolamenti e varia dalla pubblicità ai discorsi. Nel corso degli anni, anche le politiche e gli obiettivi di censura del motore di ricerca sono stati diversi e sono stati all'origine di dibattiti sulla censura di google.
Numerosi governi hanno chiesto a Google LLC di censurare ciò che pubblica. Nel 2012, Google emise una sentenza a favore di oltre la metà delle richieste ricevute tramite ordini del tribunale e telefonate. Questo non incluse la Cina e l'Iran che bloccano completamente il sito.

## Google AdSense
Nel febbraio 2003, Google smise di mostrare gli annunci pubblicitari di Oceana, un'organizzazione senza scopo di lucro che protestava contro le pratiche di trattamento delle acque reflue di un'importante nave da crociera. Google citò la sua politica editoriale al momento, affermando che "Google non accetta la pubblicità se l'annuncio o il sito va contro altri individui, gruppi o organizzazioni." La politica venne successivamente modificata.
Ad aprile 2008, Google rifiutò di pubblicare annunci per un gruppo cristiano britannico contrario all'aborto, spiegando che "Al momento, le norme di Google non consentono la pubblicità di siti web che contengono contenuti su aborto e religione.
Ad aprile 2014, sebbene Google accettasse gli annunci del gruppo a favore dell'aborto NARAL, rimosse le pubblicità per alcuni centri di gravidanza contro la crisi dell'aborto. Google rimosse gli annunci della rete di ricerca dopo che un'indagine di NARAL provò il fatto che gli annunci violassero le norme di Google contro la pubblicità ingannevole. Secondo NARAL, le persone che utilizzano Google per cercare "cliniche per aborti" ricevevano pubblicità da centri di gravidanza in crisi che erano in realtà anti-aborto. Google dichiarò in una dichiarazione di aver seguito le normali procedure aziendali nell'applicazione dei propri standard di politica pubblicitaria relativi alla pertinenza dell'annuncio, alla chiarezza e alla precisione in questo caso.
A settembre 2018, Google rimosse dal suo sito web YouTube una pubblicità pagata dai sostenitori dell'opposizione russa che esortava i russi a partecipare a una protesta fissata per il 9 settembre. La commissione elettorale centrale della Russia aveva precedentemente inviato una richiesta a Google di rimuovere l'annuncio, dicendo che violasse leggi elettorali che richiedevano il silenzio elettorale sulle elezioni prima del voto, ma la pubblicità venne bloccata anche nelle regioni in cui non era previsto il voto per il 9 settembre e nelle regioni in cui le autorità avessero autorizzato le proteste sulla riforma delle pensioni.

## Google Maps
A marzo 2007, le immagini satellitari presumibilmente più basse di risoluzione su Google Maps che mostravano il danno dopo l'uragano Katrina nello stato della Louisiana vennero sostituite con immagini ad alta risoluzione di prima della tempesta. Il blog ufficiale di Google di aprile rivelò che le immagini erano ancora disponibili in formato KML su Google Earth o Google Maps.
Nel marzo 2008, Google rimosse Street View e le immagini a 360 gradi delle basi militari secondo la richiesta del Pentagono.
Per proteggere la privacy e l'anonimato delle persone, le foto che contengono targhe automobilistiche e volti di persone in Google Street View vengono sfocate in modo selettivo. Gli utenti possono richiedere ulteriori sfocature delle immagini che caratterizzano l'utente, la famiglia, l'auto o la propria abitazione. Gli utenti possono anche richiedere la rimozione di immagini che presentano ciò che Google definisce "contenuto inappropriato", che rientra nelle loro categorie di: violazioni della proprietà intellettuale; contenuto sessualmente esplicito; contenuto illegale, pericoloso o violento; pericolo per i bambini; incitamento all'odio; molestie e minacce; informazioni personali o confidenziali. In alcuni paesi (ad esempio in Germania) modifica le immagini di edifici specifici. Negli Stati Uniti, Google Street View regola o omette alcune immagini ritenute di interesse per la sicurezza nazionale dal governo federale.

## Google Search
Negli Stati Uniti, Google filtra comunemente i risultati di ricerca per conformarsi ai reclami legali relativi al Digital Millennium Copyright Act, come nel 2002, quando Google ha filtrato i siti web che fornivano informazioni critiche su Scientology.
Nel Regno Unito, venne riferito che Google avesse "delistato" Inquisition 21st century, un sito web che pretendeva di sfidare le idee morali autoritarie e sessualmente assolutiste nel Regno Unito. Google pubblicò successivamente una dichiarazione stampa che suggeriva che Inquisition 21 avesse tentato di manipolare i risultati di ricerca. In Germania e Francia, uno studio riportò che circa 113 siti web nazionalisti bianchi, nazisti, antisemiti, estremisti islamici e altri siti erano stati rimossi dalle versioni tedesca e francese di Google. Google ha rispettato queste leggi non includendo i siti contenenti tale materiale nei suoi risultati di ricerca. Tuttavia, Google elenca il numero di risultati esclusi nella parte inferiore della pagina dei risultati di ricerca e i link a Lumen (precedentemente Chilling Effects) per la spiegazione.

### Contenuto Lolicon
A partire dal 18 aprile 2010, Google censura il termine "lolicon" nei suoi risultati di ricerca, impedendo agli utenti di trovare risultati significativi per quanto riguarda il materiale di Lolicon, anche se l'utente digita parole insieme al termine che normalmente porta a risultati di contenuto esplicito; i termini "loli" e "lolita" soffrono anch'essi di censura quando si tenta di trovare risultati significativi sull'argomento.

### Rimozione delle opzioni di SafeSearch
A partire dal 12 dicembre 2012, negli Stati Uniti, nel Regno Unito, in Australia e in altri Paesi, Google rimuove l'opzione di disattivare completamente il filtro di immagini SafeSearch, costringendo gli utenti a immettere query di ricerca più specifiche per ottenere contenuti per adulti. Prima della modifica, tre impostazioni di SafeSearch - "attivato", "moderato" e "disattivato" - erano disponibili per gli utenti. Dopo la modifica, l'impostazioni diventano solamente - "attivato" e "disattivato" -. Le precedenti e le nuove impostazioni "attivato" sono simili ed escludono le immagini esplicite dai risultati di ricerca. La nuova impostazione "disattivato" consente comunque di visualizzare immagini esplicite nei risultati di ricerca, ma gli utenti devono inserire richieste di ricerca più specifiche e non esiste alcun equivalente diretto della vecchia impostazione "disattivato" dopo la modifica poiché l'aggiunta di ulteriori termini di ricerca esplicita altera i risultati di ricerca. La modifica porta i risultati della ricerca di immagini in linea con le impostazioni esistenti di Google per la ricerca su web e video.
Alcuni utenti dichiararono che la mancanza di un'opzione completamente non filtrata equivalesse a "censura" da parte di Google. Un portavoce di Google non fu d'accordo, affermando che Google non "censurasse alcun contenuto per adulti", ma "desiderasse mostrare agli utenti esattamente quello che stanno cercando - ma miriando a non mostrare risultati sessualmente espliciti a meno che un utente non li stia cercando."

### Farmacie online
In seguito a un accordo con la Food and Drug Administration degli Stati Uniti con la pubblicità di Google Adwords delle farmacie canadesi che consentiva agli americani l'accesso a prescrizioni più economiche, Google ha accettato diverse misure di conformità e segnalazione per limitare la visibilità delle "farmacie canaglia". Google e altri membri del Centro per le farmacie sicure di Internet stanno collaborando per rimuovere le farmacie illegali dai risultati di ricerca e partecipando a "Operazione Pangea" con la FDA e l'Interpol.

### Suggerimenti di ricerca
A gennaio 2010, Google smise di fornire suggerimenti automatici per qualsiasi ricerca che iniziasse con il termine "L'Islam è", mentre continuava a farlo per le altre principali religioni. "Secondo Wired.com, un portavoce di Google dichiarò:" Questo è un bug e stiamo lavorando per risolverlo il più velocemente possibile." I suggerimenti per "L'Islam è" diventarono disponibili più tardi quel mese. Anche la parola "Bilderberg" e il nome di famiglia "Buchanan" vennero censurati nei risultati del completamento automatico, ma ritornarono disponibili a febbraio 2010. Ciò nonostante, Google continua a filtrare determinate parole dai suggerimenti di completamento automatico, descrivendoli come "potenzialmente inappropriati".
La pubblicazione 2600: The Hacker Quarterly ha compilato un elenco di parole con restrizioni Google Instant. Questi sono termini che la funzione di ricerca istantanea dell'azienda non cercherà. La maggior parte dei termini sono spesso volgari e dispregiativi, ma alcune ricerche apparentemente irrilevanti tra cui "Myleak" vengono rimosse.
A partire dal 26 gennaio 2011, la funzione di completamento automatico di Google non completa alcune parole come "bittorrent", "torrent", "utorrent", "megaupload" e "rapidshare" e Google censura attivamente termini o frasi di ricerca che il suo algoritmo considera probabilmente costituendo spam o intendano manipolare i risultati di ricerca.
A settembre 2012, diverse fonti hanno riferito che Google avesse rimosso bisessuale dall'elenco dei termini inseriti nella blacklist per la Ricerca istantanea.

### Ungoogleable
Nel 2013, il Consiglio di lingua svedese incluse la versione svedese della parola inglese ungoogleable (in svedese ogooglebar) nella sua lista di nuove parole. Aveva la definizione di qualcosa che non potesse essere trovato con nessun motore di ricerca". Google contestò la definizione, volendo riferirsi solo alle ricerche di Google, e il Consiglio la rimosse per evitare uno scontro legale. Accusarono anche Google di aver provato a "controllare la lingua svedese".

### Contenuto di celebrità trapelato
Il 31 agosto 2014, circa 200 foto private di varie celebrità con scena di nudo e contenuti espliciti, vennero rese pubbliche su alcuni siti web. Google venne criticato per il collegamento a tali contenuti dopo che alcuni di essi sono diventati abbastanza popolari da raggiungere la prima pagina di alcuni risultati di ricerca. Poco dopo, Google rimosse la maggior parte dei risultati di ricerca che collegavano gli utenti direttamente a tali contenuti dall'incidente.

### Nazionale

#### Australia
Nel gennaio 2010, Google Australia rimosse i link al sito web satirico di Encyclopedia Dramatica "Aboriginal" citandolo come una violazione del Racial Discrimination Act australiano. Dopo la modifica del dominio del sito web nel 2011, l'articolo riemerse nei risultati di ricerca di Google Australia.

#### Canada
Il 19 giugno 2014 venne riferito che a Google fosse stato ordinato di rimuovere i risultati di ricerca collegati ai siti web di una società denominata Datalink dalla Corte suprema della British Columbia. I siti web in questione vendevano la tecnologia dei dispositivi di rete che si presumeva che Datalink avesse rubato alle soluzioni Equustek. Google rimosse volontariamente i link da google.ca, il sito principale utilizzato dai canadesi, ma il tribunale concesse un'ingiunzione temporanea a tutti i siti Google in tutto il mondo. Google sostenne che la legge canadese non poteva essere imposta in tutto il mondo, ma venne utilizzata fino al 27 giugno 2014 per conformarsi alla sentenza della corte.

#### Cina
Google ha aderito alle politiche di censura di Internet della Cina, applicati tramite filtri colloquialmente noti come "Great Firewall cinese" fino a marzo 2010. I risultati di ricerca di Google.cn venivano filtrati in modo da non far apparire i risultati considerati dannosi dalla Repubblica popolare cinese (RPC). Google affermò che fosse necessaria una censura per impedire al governo cinese di bloccare interamente Google, come accaduto nel 2002.
Google affermò di non aver intenzione di fornire informazioni sul governo agli utenti che cercano contenuti bloccati e che avrebbe informato gli utenti che il contenuto era stato limitato se avessero tentato di cercarlo. Al 2009, Google era l'unico principale motore di ricerca in Cina a informare esplicitamente l'utente quando i risultati della ricerca erano bloccati o nascosti. A partire da dicembre 2012, Google non informa più l'utente della possibile censura per determinate query durante la ricerca.
Il governo cinese limitò l'accesso dei cittadini a motori di ricerca popolari come Altavista, Yahoo!, e Google in passato. Da allora questo divieto completo è stato revocato. Tuttavia, il governo rimane attivo nel filtrare i contenuti di Internet. Nell'ottobre 2005, Blogger e l'accesso a Google Cache vennero resi disponibili nella Cina continentale; tuttavia, nel dicembre 2005, alcuni utenti cinesi di Blogger della Cina continentale riferirono che il loro accesso al sito fosse nuovamente limitato.
A gennaio 2006, Google acconsentì che la versione cinese di Google, Google.cn, avrebbe filtrato determinate parole chiave fornite dal governo cinese. Google si impegnava a comunicare agli utenti quando i risultati di ricerca venivano censurati e affermò che non "avrebbe tenuto alcun servizio che coinvolgesse i dati personali o confidenziali, come Gmail o Blogger, sulla terraferma cinese." Google dichiarò che non intendeva fornire informazioni sul governo agli utenti che cercavano contenuti bloccati e che avesse informato gli utenti che il contenuto era stato limitato se tentano di cercarlo. I ricercatori possono incontrare un messaggio che afferma: "In conformità con le leggi e le politiche locali, alcuni risultati non sono stati visualizzati." PERSO." Inizialmente, erano disponibili sia Google.cn censurato che Google.com non censurato in lingua cinese. Nel giugno 2006, tuttavia, la Cina ha bloccato Google.com ancora una volta.
Alcuni utenti cinesi di Internet erano critici nei confronti di Google per aver aiutato il governo cinese a reprimere i propri cittadini, in particolare quelli che dissentivano dal governo e sostenevano i diritti umani. Inoltre, Google venne denunciato e definito ipocrita da Free Media Movement e Reporter senza frontiere per aver accettato le richieste della Cina e contemporaneamente aver combattuto le richieste del governo degli Stati Uniti per informazioni simili. Google Cina venne anche condannata da Reporter senza frontiere, Human Rights Watch e Amnesty International.
Il 14 febbraio 2006, i manifestanti hanno organizzarono una "rottura di massa con Google" in cui gli utenti accettavano di boicottare Google a San Valentino per mostrare la loro disapprovazione nei confronti della politica di Google in Cina.
A giugno 2009, il governo cinese ordinatò a Google di bloccare vari siti web d'oltremare, compresi alcuni con contenuti sessualmente espliciti. Google venne criticato dal Centro informazioni sui rapporti illeciti in Cina (CIIRC) per aver consentito risultati di ricerca che includessero contenuti di natura sessuale, sostenendo che l'azienda fosse un canale di diffusione di "una quantità enorme di contenuti pornografici e osceni".
Il 12 gennaio 2010, in risposta a un apparente hackeraggio dei server di Google nel tentativo di accedere alle informazioni sui dissidenti cinesi, Google annunciò "non siamo più disposti a continuare a censurare i nostri risultati su Google.cn, e così nei prossimi giorni settimane discuteremo con il governo cinese le basi su cui potremmo operare un motore di ricerca non filtrato all'interno della legge, se non del tutto".
Il 22 marzo 2010, dopo che i colloqui con le autorità cinesi non riuscirono a raggiungere un accordo, la società reindirizzò il servizio Google Cina conforme al censore al servizio di Google Hong Kong, che è al di fuori della giurisdizione delle leggi cinesi sulla censura. Tuttavia, almeno fino al 23 marzo 2010, "Il Great Firewall" continua a censurare i risultati di ricerca dal portale di Hong Kong, www.google.com.hk (come fa con il portale statunitense, www.google.com) per termini controversi come "Falun gong" e "l'incidente del 4 giugno" (incidente di piazza Tiananmen). ”
Nell'agosto 2018, venne rivelato che Google stesse lavorando a una versione del suo motore di ricerca per l'uso in Cina, che avrebbe censurato il contenuto in base alle restrizioni imposte dal governo cinese. Questo progetto stava lavorando a una piccola percentuale della società, ed era denominato in codice Dragonfly. Alcuni dipendenti di Google espressero preoccupazione per il progetto e diversi si sono dimessi.

#### Unione europea
Nel luglio 2014, Google iniziò a rimuovere determinati risultati di ricerca dai suoi motori di ricerca nell'Unione europea in risposta alle richieste di diritti da dimenticare. Gli articoli i cui collegamenti erano stati rimossi, durante la ricerca di nomi personali specifici, includevano un blog del 2007 del giornalista della BBC Robert Peston su Stan O'Neil, ex presidente della banca d'investimento Merill Lynch, costretto ad uscire dopo che la banca aveva fatto enormi perdite. Peston criticò Google per "...averlo gettato nel dimenticatoio".
The Guardian riferì che sei dei suoi articoli, di cui tre relativi a un ex arbitro di calcio scozzese, erano stati "nascosti". Altri articoli, tra cui uno sugli impiegati francesi che utilizzavano post-it e un altro su un processo di frode collassato di un avvocato in attesa di elezione all'organo dirigente della Società di diritto, erano stati colpiti.
Skynews.com riferì che una storia su Kelly Osbourne che si ammalò sul set di Fashion Police nel 2013 era stata rimossa.
L'Oxford Mail riferì che i suoi editori erano stati informati da Google della rimozione di link alla storia di una condanna per taccheggio nel 2006. Il documento diceva che non era noto chi avesse chiesto a Google di rimuovere il risultato della ricerca, ma c'era stato un precedente denuncia alla Press Complaints Commission (PCC) nel 2010, in merito all'accuratezza e sostenendo che il rapporto stava causando "imbarazzo", richiedendo che la storia fosse rimossa dal sito web del giornale. Il documento dice che sono stati apportati due emendamenti fattuali all'articolo e il PCC respinse la denuncia.
Un articolo sulla conversione all'Islam del fratello di George Osborne, il cancelliere dello Scacchiere, venne rimosso dopo una richiesta a Google inviata da una persona sconosciuta in base alla sentenza che deve essere dimenticata.
The Telegraph riferì che i collegamenti a un rapporto sul suo sito web su affermazioni che un ex capo della società giuridica avesse falsificato le denunce contro il suo vice erano state nascoste. Erano stati rimossi anche i risultati di ricerca degli articoli per la stessa storia sul Guardian e Independent. The Independent riferì che il suo articolo, insieme a un articolo sullo tsunami dell'Oceano Indiano nel 2004 e uno sulle nuove tendenze nel design del divano nel 1998, erano stati rimossi. Il Telegraph riferì anche che erano stati rimossi i collegamenti agli articoli riguardanti la convinzione di bere alcolici nel 2008 da uno studente e un caso del 2001 che portò alla sospensione di due fratelli che avevano entrambi scontato nove mesi di reclusione per rissa.
Il quotidiano spagnolo El Mundo riferì che alcuni risultati erano stati nascosti in un rapporto di notizie del 2008 di una sentenza della Corte Suprema spagnola che coinvolgeva i dirigenti della Riviera Coast Invest che erano coinvolti in uno scandalo di mis-selling sui mutui.
Il 5 luglio 2014, il settimanale tedesco Der Spiegel riportò la rimozione di un risultato di ricerca a un articolo sulla Scientology.
Il 19 agosto 2014, la BBC riferì che Google avesse rimosso 12 collegamenti a storie su BBC News.

#### Germania e Francia
Il 22 ottobre 2002, uno studio riferì che circa 113 siti Internet erano stati rimossi dalle versioni tedesca e francese di Google. Questa censura riguardava principalmente siti nazionalisti bianchi, nazisti, antisemiti, estremisti islamici e almeno un sito web fondamentalista cristiano. Secondo la legge francese e tedesca, l'incitamento all'odio e la negazione dell'Olocausto sono illegali. Nel caso della Germania, vengono censurati anche siti violenti o legati al sesso come YouPorn e BME che il Bundesprüfstelle für jugendgefährdende Medien ritiene dannosi per i giovani.
Google ha rispettato queste leggi non includendo i siti contenenti tale materiale nei suoi risultati di ricerca. Tuttavia, Google elenca il numero di risultati esclusi nella parte inferiore della pagina dei risultati di ricerca e i collegamenti a Lumen (precedentemente noto come Chilling effects) per la spiegazione.

#### Svezia
Nel marzo 2018, Google rimosse dal listato un sito ospitato da Wordpress dai risultati di ricerca in Svezia, dopo un'intensa frenesia mediatica contro Google, YouTube e Facebook del tabloid Expressen e del quotidiano Dagens Nyheter. Il sito Wordpress elencava gli ebrei svedesi nella sfera pubblica, e protestava anche contro la casa editrice dominante Bonnier Group e il suo potere. Bonnier Group è il proprietario di entrambi i giornali.
Sebbene sia perfettamente legale in Svezia, il sito di Wordpress venne descritto come antisemita. I documenti di Bonnier sostennero che Google non dovresse promuovere tali contenuti e, soprattutto, non a un livello elevato. I ministri del governo svedese di sinistra-verde concordarono con questo sentimento e minacciarono la regolamentazione nazionale e comunitaria, a meno che Google non adeguasse i suoi algoritmi e non eliminasse i contenuti di "minacce e odio" (hot och hat). Google alla fine cancellò il sito in Svezia a causa di richieste di violazione del copyright.
Più volte è stato preso di mira il canale di YouTube Granskning Sverige (Scrutiny Sweden) per i suoi presunti contenuti di estrema destra. Il canale era un progetto di giornalismo civico, in cui membri chiamavano autorità, giornalisti e altri personaggi pubblici, sebbene il controllo di tali dati fosse percepito come una "minaccia". Le interviste erano trasmesse su uno sfondo nero con il logotipo del canale e l'uso occasionale di dump dello schermo da articoli di giornale relativi alle interviste. Questa è una procedura standard tra i media svedesi. Tuttavia, alla fine Google ha rispettato le richieste e ha chiuso il canale, citando la violazione del copyright e la violazione dei termini di servizio.
Il 13 aprile 2018, Google partecipò a un incontro con il governo svedese per discutere del ruolo della società di ricerca nel panorama dei media. Il ministro della Giustizia, Morgan Johansson (socialdemocratici) e il ministro della digitalizzazione Peter Eriksson (partito verde), espressero preoccupazione per il fatto che Google abbia "facilitato" contenuti "illeciti" e "dannosi" e che "troll" possano avere un impatto negativo su le imminenti elezioni parlamentari svedesi. Google acconsentì a perfezionare i suoi algoritmi e assunse più personale per assicurarsi che "le minacce e l'odio" (hot och hat) venissero eliminate dalla ricerca di Google e dai video di YouTube. I critici espressero la preoccupazione che le società private internazionali abbiano l'obbligo di mettere in atto la censura per conformarsi alle normative locali senza l'orientamento dei tribunali e che la libertà di parola si stia deteriorando a un ritmo accelerato.

#### India
A settembre 2016, il Ministero della Salute e della Famiglia rivelò che Google avesse accettato di censurare i risultati di ricerca e la pubblicità del discernimento prenatale del sesso, che è illegale in India.

#### Israele
Nel 2015 e nel 2017, Google rimosse determinati risultati di ricerca dal suo motore di ricerca in Israele, seguendo gli ordini di bavaglio.

#### Regno Unito
Il 21 settembre 2006, venne riferito che Google avesse "delistato" Inquisition 21st Century, un sito web che pretendeva di sfidare le idee morali autoritarie e sessualmente assolutiste nel Regno Unito. Secondo Inquisition 21, Google stava agendo "a sostegno di una campagna da parte delle forze dell'ordine negli Stati Uniti e nel Regno Unito per sopprimere le informazioni emergenti sul loro coinvolgimento in grave negligenza", presumibilmente esposte dalle proprie indagini e azioni legali contro coloro che hanno effettuato l'Operazione Ore, una campagna di polizia di vasta portata e molto criticata contro gli spettatori della pornografia infantile.  Google rilasciò una dichiarazione stampa che suggeriva che Inquisition 21 avesse tentato di manipolare i risultati di ricerca.`

#### Stati Uniti
Google rimuove comunemente i risultati di ricerca per conformarsi ai reclami legali relativi al Digital Millennium Copyright Act (DMCA).
Nel 2002, "in apparente risposta alle critiche sulla gestione di una lettera minacciosa da parte di un avvocato della Chiesa di Scientology," Google iniziò a rendere pubbliche le lettere "takedown" del DMCA, pubblicando tali avvisi sull'archivio Chilling Effects (ora Lumen), che archivia le minacce legali contro gli utenti di Internet e i siti Internet.
A metà 2016, Google condusse uno stallo di due mesi con lo scrittore Dennis Cooper dopo aver eliminato i suoi account Blogger e Gmail senza alcun preavviso o spiegazione a seguito di un singolo reclamo anonimo. Il caso attirò l'attenzione dei media di tutto il mondo, e alla fine ha portato Google a restituire il contenuto a Cooper.
A metà del 2018, Google escluse definitivamente il giornalista indipendente Alex Jones dall'utilizzo della sua consociata YouTube. Il canale di Alex Jones "Infowars" rispose accusando la compagnia di censura.

### Internazionale
Nel giugno 2017 la Corte suprema canadese stabilì che Google potesse essere costretta a rimuovere i risultati di ricerca in tutto il mondo. Gruppi di libertà civili tra cui Human Rights Watch, la BC Civil Liberties Association e la Electronic Frontier Foundation sostengono che ciò costituirebbe un precedente per la censura di Internet. In un appello, Google sostiene che la portata globale dell'ordine fosse inutile e che sollevava preoccupazioni sulla libertà di espressione. Mentre la corte scriveva "non abbiamo, fino ad oggi, accettato che la libertà di espressione richieda la facilitazione della vendita illegale di beni", affermò il portavoce di OpenMedia David Christopher, "c'è un grande rischio che i governi e gli enti commerciali vedano questa sentenza come una giustificazione richieste di censura che potrebbero portare a contenuti perfettamente legali e legittimi che scompaiono dal web a causa di un ordine del tribunale nell'angolo opposto del globo".

## YouTube
YouTube, un sito web di condivisione di video e sussidiario di Google, nei suoi Termini di servizio, vieta la pubblicazione di video che violano il copyright o raffigurano pornografia, atti illeciti, violenza gratuita, diffondono fake news o incitamento all'odio. I video postati dall'utente che violano tali termini possono essere rimossi e sostituiti con un messaggio che recita "Questo video è stato rimosso a causa di una violazione dei nostri Termini di servizio".
A settembre 2007, YouTube bloccò l'account di Wael Abbas, un attivista egiziano che ha pubblicato video di brutalità della polizia, irregolarità elettorali e manifestazioni antigovernative sotto il regime di Mubarak. Poco dopo, il suo account venne ripristinato, e più tardi anche 187 dei suoi video.
Nel 2006, la Tailandia bloccò l'accesso a YouTube dopo aver identificato 20 video offensivi che ordinò di rimuovere dal sito. Nel 2007, un giudice turco ordinò a YouTube di essere bloccato nel paese a causa di video che insultavano Mustafa Kemal Atatürk, il fondatore della Repubblica di Turchia (che rientra nell'articolo 301, divieto di insultare la nazione turca). Nel febbraio 2008, l'Autorità per le telecomunicazioni pakistane vietò YouTube nel paese, ma il modo in cui ha eseguì il blocco impedì accidentalmente l'accesso al sito web in tutto il mondo per diverse ore. Il divieto venne revocato dopo che YouTube rimosse i controversi commenti religiosi fatti da un funzionario del governo olandese riguardo all'Islam.
Nell'ottobre 2008, YouTube rimosse un video di Pat Condell intitolato Welcome to Saudi Britain; in risposta, i suoi fan hanno ricaricato il video e la National Secular Society ha scritto su YouTube in segno di protesta.
Nel 2016, YouTube lanciò una versione pakistana localizzata del suo sito web per gli utenti in Pakistan, al fine di censurare i contenuti considerati blasfemi dal governo pakistano come parte del suo accordo con quest'ultimo. Di conseguenza, il divieto triennale di YouTube da parte del governo pakistano è stato successivamente revocato.

### Contenuto adatto agli inserzionisti
Le norme di YouTube limitano l'inclusione di determinate forme di contenuti nei video monetizzati con la pubblicità, tra cui violenza violenta, linguaggio, contenuti sessuali e "soggetti ed eventi controversi o sensibili, compresi argomenti legati alla guerra, conflitti politici, disastri naturali e tragedie, anche se le immagini grafiche non sono mostrate", a meno che il contenuto non sia" di solito degno di essere letto o comico e l'intento del creatore è quello di informare o intrattenere ".
Ad agosto 2016, YouTube introdusse un nuovo sistema per notificare agli utenti le violazioni delle regole relative ai "contenuti idonei per gli inserzionisti" e consentire loro di presentare ricorso. Dopo la sua introduzione, molti importanti utenti di YouTube iniziarono ad accusare il sito di impegnarsi di fatto nella censura, disabilitando arbitrariamente la monetizzazione su video che trattavano vari argomenti come la cura della pelle, la politica e la storia LGBT. Philip DeFranco sostenne che non essere in grado di guadagnare denaro da un video era "censura con un nome diverso", mentre i Vlogbrothers sottolinearono che YouTube avesse contrassegnato sia "Zaatari: i pensieri di un campo profughi" che "Verdure che sembrano peni" (anche se il flag sul primo fu alla fine rimosso). L'hashtag "#YouTubeIsOverParty" è usato in modo prominente su Twitter come mezzo per discutere della controversie. Un portavoce di YouTube dichiarò che "mentre la nostra politica di demonetizzazione dei video dovuta a preoccupazioni relative agli inserzionisti non è cambiata, abbiamo recentemente migliorato la notifica e il processo di ricorso per garantire una migliore comunicazione ai nostri creatori."
A marzo 2017, alcuni importanti inserzionisti e aziende di spicco iniziarono a eliminare le loro campagne pubblicitarie da YouTube, a causa di preoccupazioni relative alla pubblicazione di annunci su contenuti discutibili e/o estremisti, in quello che la community di YouTube ha iniziato a riferirsi a come un "boicottaggio". Il youtuber PewDiePie descrisse questi boicottaggi come una "adpocalypse", osservando che le sue entrate video erano scese al punto che stava generando maggiori entrate dalla condivisione degli utili dell'abbonamento YouTube Red (che è diviso in base alle visualizzazioni degli iscritti) rispetto alla pubblicità. Il 6 aprile 2017, YouTube annunciò modifiche pianificate al suo Programma partner, limitando la nuova appartenenza ai canali controllati con un totale di almeno 10.000 visualizzazioni video. YouTube dichiarò che le modifiche erano state apportate per "garantire che le entrate venissero trasferite solo ai creatori che stessero seguendo le regole".
A luglio 2017, YouTube iniziò a modificare i video suggeriti per smascherare le ideologie terroristiche. Ad agosto 2017, YouTube scrisse un post sul blog che spiegava un nuovo "stato limitato" per video religiosi e controversi, che non consentiva commenti, mi piace, monetizzazione e video suggeriti.
Nel marzo 2018, The Atlantic scoprì che YouTube aveva cancellato dalla lista un video in cui il giornalista Daniel Lombroso aveva pronunciato un discorso del nazionalista bianco Richard B. Spencer alla conferenza annuale del National Policy Institute del 2016, dove hanno celebrato la vittoria di Donald Trump alle elezioni presidenziali. YouTube rielencò il video dopo che The Atlantic inviò un reclamo.

### Censura dei contenuti LGBT in modalità con restrizioni
A marzo 2017, la funzione "Modalità con restrizioni" venne criticata dalla comunità LGBT di YouTube per filtrare ingiustamente i video che trattavano questioni di sessualità umana e identità sessuale e di genere (implicando che i soggetti siano intrinsecamente sessuali o inappropriati per i bambini), anche quando non c'erano riferimenti espliciti a rapporti sessuali o contenuti inappropriati. Il rapper Mykki Blanco disse al Guardian che tali restrizioni erano utilizzate per far sì che i vlogger LGBT si sentano "controllati e umiliati" e "invia un chiaro messaggio omofobo che il fatto che il mio video mostri immagini queer imperdonabili significa che è schiaffeggiato con un 'limite di età', mentre altri cis, lavoro eteronormativo troppo sessualizzato" rimangono senza censura.  I musicisti Tegan e Sara sostennero che le persone LGBT "non dovrebbero essere limitate", dopo aver riconosciuto che la modalità aveva censurato molti dei loro video musicali.
YouTube in seguito dichiarò che un errore tecnico relativo alla Modalità con restrizioni aveva avuto un impatto errato su "centinaia di migliaia" di video correlati a LGBT.

### Iniziativa azionista anti-censura del 2007
Il 10 maggio 2007, gli azionisti di Google votarono una proposta anti-censura per l'azienda. Il testo della proposta fallita presentata dall'ufficio del controllore di New York City (che controlla un numero significativo di azioni per conto dei fondi pensione) dichiarava che:
1. I dati che possono identificare i singoli utenti non dovrebbero essere ospitati in paesi con restrizioni su Internet, dove il linguaggio politico può essere considerato un crimine dal sistema legale.
2. L'azienda non si impegnerà in una censura proattiva.
3. L'azienda utilizzerà tutti i mezzi legali per resistere alle richieste di censura. La società si atterrà a tali richieste solo se richiesto, attraverso procedure legalmente vincolanti.
4. Gli utenti saranno informati chiaramente quando la società avrà aderito alle richieste governative legalmente vincolanti di filtrare o altrimenti censurare il contenuto a cui l'utente sta tentando di accedere.
5. Gli utenti dovrebbero essere informati sulle pratiche di conservazione dei dati della società e sui modi in cui i loro dati sono condivisi con terze parti.
6. La società documenterà tutti i casi in cui sono state rispettate richieste di censura legalmente vincolanti e tali informazioni saranno disponibili al pubblico.

David Drummond, vicepresidente senior per lo sviluppo aziendale, dichiarò: "Tirare fuori Google dalla Cina, chiudere Google.cn, non è la cosa giusta da fare a questo punto ... ma è esattamente quello che farebbe questa proposta."
L'amministratore delegato Eric Schmidt e i fondatori Larry Page e Sergey Brin raccomandarono agli azionisti di votare contro la proposta. Insieme detenevano il 66,2 percento del totale potere di voto degli azionisti di Google, il che significa che potevano essi stessi aver rifiutato la proposta anti-censura.

### Falsi positivi
Nel febbraio 2019, i filtri automatici hanno contrassegnato per sbaglio diversi canali con video che trattavano del gioco per cellulari Pokémon Go e del gioco online massivamente multiplayer Club Penguin per contenuti sessuali vietati, in quanto alcuni dei loro video contenevano riferimenti a "CP" nel titolo. In Pokémon Go, "CP" è l'abbreviazione di "Combat Power" - un sistema di livello nel gioco, e "CP" è un'abbreviazione di Club Penguin, ma si credeva che i filtri di YouTube l'avessero accidentalmente interpretato come riferito alla pedopornografia. I canali interessati sono stati ripristinati e YouTube si è scusato per l'inconveniente.